# Arnault Guilhem de Barbazan
Pour les articles homonymes, voir Guilhem et Barbazan (homonymie).
Arnault Guilhem (Arnaud Guillaume) de Barbazan, seigneur de Barbazan, né en 1360 à Barbazan-Dessus (Hautes-Pyrénées), mort en 1431 à Bulgnéville-Vaudoncourt (Vosges) est conseiller et premier chambellan du Dauphin Charles, capitaine français durant la guerre de Cent Ans et compagnon d'armes de Jeanne d'Arc, issu d'une famille distinguée du pays de Bigorre. 

## Biographie
Il est surnommé le « chevalier sans reproches ». Durant la guerre civile entre Armagnacs et Bourguignons, il prend parti pour les Armagnacs, est un fervent partisan du Dauphin et l’ennemi juré des Bourguignons. 

En 1402, il prend part au Combat des Sept. Il commande la défense de Bourges lors du siège de 1412.
Injustement accusé de complicité dans l'Assassinat de Jean sans Peur à Montereau, il défend Melun en 1420 face aux Anglais et dut se rendre à ces derniers qui leur imposèrent les plus dures conditions; des otages furent livrés, un grand nombre d'habitants emmenés prisonniers et Barbazan soumis à la torture puis enfermé à Château-Gaillard d'où il ne sort qu'en 1429.
Délivré en 1430 par La Hire, il remporte la même année une victoire signalée sur les Anglais et les Bourguignons à La Croisette, près de Châlons en Champagne. Il tombe finalement au combat face aux bourguignons dans les Vosges en Lorraine non loin de Bulgnéville et de Vaudoncourt, durant la bataille de Bulgnéville, en 1431. 
En vertu de ses hauts faits d'armes et sa conduite héroïque envers la France et son roi lors des nombreuses batailles auxquelles il prit part, Barbazan reçut après sa mort l'insigne honneur d'être enseveli à Saint-Denis au côté même de son roi en recevant des funérailles identiques à celles que l'on réservait aux monarques. Son légataire universel est son neveu Béraud de Faudoas, qui a pour charge de relever ses armes et son nom.

## Mariage et descendance
Il avait épousé Sibylle de Montaut, d'où une fille unique :
- Jeanne de Barbazan, première épouse de Jean III, comte d'Astarac et mère de :
  - Catherine d'Astarac, héritière de Barbazan, épouse de Pierre de Foix-Lautrec.